# Stočarstvo
Stočarstvo jedna je od primarnih djelatnosti kojom se ljudi bave već tisućama godina, a podrazumijeva uzgoj sitne i krupne stoke u svrhu proizvodnje hrane i raznih sirovina, kao što su koža i vuna za daljnju preradbu. Stočarstvo se danas definira kao grana poljoprivrede, a po rasnom sastavu najvažniji su govedarstvo, svinjogojstvo i peradarstvo, ovčarstvo, kozarstvo. Stočarstvo se i danas javlja u dva osnovna tipa, to je primarni, samoopskrbni tip raznih polunomadskih i nomadskih plemena sjeverne Afrike i jugozapadne Azije gdje beduinske i neke druge plemenske skupine putuju sa stadima ovaca, goveda, koza i deva u potrazi za pašnjacima. U tržišnoj poljoprivredi, na području Australije, Meksika, Argentine, a ne tako davno i u dijelovima SAD-a postoji komercijalno-ekstenzivno stočarstvo gdje se bez prevelikog ulaganja na slobodnim pašnjacima uzgaja visoko kvalitetna stoka. Razvoj sekundarnih djelatnosti, napose prehrambene (meso, mlijeko, jaja) i tekstilne industrije (vuna) ovisan je o razvijenosti stočarstva (intenzivno stočarstvo), koje time zahtijevaju veća ulaganja i specijaliziranost, odnosno selekcijsku proizvodnju rasplodnih i tovnih životinja u zatvorenom prostoru na farmama, i poboljšanja njihovog rasnog sastava.

## Poveznice
- Marikultura
- Pčelarstvo
- Poljoprivreda
- Ratarstvo
- Ribarstvo

## Vanjske poveznice
- Stočarstvo Hrvatska tehnička enciklopedija, portal hrvatske tehničke baštine. LZMK